# 파블로 아르메로
파블로 아르메로(스페인어: Pablo Estifer Armero, 1986년 11월 2일 ~ )는 콜롬비아의 전 축구 선수로, 그는 과거 주로 왼쪽 풀백 포지션에서 뛰며 빠른 발과 체력으로 잘 알려져있었다.

## 경력
- 2003년 FIFA U-17 세계 축구 선수권 대회 국가대표
- 2011년 코파 아메리카 국가대표
- 2014년 FIFA 월드컵 국가대표

## 수상
클럽
아메리카 데 칼리
- 카테고리아 피날리사시온 A (1): 2012

개인 수상
- 세리에 A 올해의 선수 (1): 2010-11

 콜롬비아
- FIFA U-17 세계 축구 선수권 대회 : 4위 (2003)